# Педагогический конфликт
К педагогическим конфликтам относят межличностные конфликты между воспитателем и воспитанником (преподавателем и студентом, учителем и учеником, родителем и ребёнком и так далее и тому подобное), а также межгрупповые конфликты, если они возникают между учителем и классом например. 
Так же педагогические конфликты являются частью конфликта поколений. Педагогические конфликты отличаются и своими специфическими особенностями. Главная отличительная особенность педагогического конфликта состоит в противопоставлении социально-ролевых позиций. Позицию учителя можно условно выразить словами «Я призван тебя воспитывать!», позиция ученика отражена в классической фразе: «Я не хочу, чтобы меня воспитывали».
Характер педагогических конфликтов определяется статусом участников конфликта (вертикальный тип межличностного взаимодействия), наличием юридической, моральной и профессиональной ответственности администрации образовательного учреждения и педагогического коллектива за жизнь, здоровье учащихся и результаты учебно-воспитательной деятельности; существенными различиями в возрасте, жизненном опыте, гражданских правах (школьники — несовершеннолетние граждане), образованности учащихся и педагогов и др. специфическими чертами.

## Причины педагогических конфликтов
Конфликт между учителем и учеником может быть обусловлен множеством различных причин. В общем виде эти причины являются сходными для любых межличностных конфликтов: противопоставление социально-ролевых позиций, целей, интересов; психологическая несовместимость; наличие внутренних конфликтов; отсутствие коммуникативной культуры и т. д. Однако на практике, в процессе поиска эффективных способов решений конфликтных ситуаций в школе, имеет смысл конкретизировать эти причины и рассматривать их в контексте педагогической деятельности. Так, к примеру, конфликт между учителем и учеником может быть обусловлен такой общей причиной, как различия в намерениях. В условиях школы достаточно часто возникают ситуации подобного рода: учитель намерен объяснить учебный материал, а в это время две девочки желают беседовать по частному делу. В данной ситуации учитель рассматривает собственный доклад как средство достижения цели, однако ученицы игнорируют сообщение учителя и воспринимают его как препятствие на пути своей цели. Эти расхождения в намерениях действовать определённым образом объясняются наличием субъективных интересов (мотивов), конкретных убеждений, особых ожиданий, взаимосвязи и взаимозависимости действий учителя и учащихся. Конфликт возник вследствие того, что предполагаемые действия одной стороны препятствовали действиям другой стороны, блокировали их, делая малореальными.
Ещё одной причиной конфликта между учителем и учеником может быть отсутствие коммуникативной культуры: нетерпимость к другому, неумение слушать, допущенная бестактность, грубость в адрес другой стороны и т. д. Так как социальный статус учителя в традиционной школе существенно выше социального статуса ученика, то бестактность и грубость со стороны ученика является скорее исключением, нежели правилом и чаще всего представляет собой ответную реакцию на соответствующие слова или действия учителя. Существенно чаще именно «педагоги» допускают колкие замечания, оскорбления в адрес учеников, повышают голос, срываясь на крик, унижают личное достоинство школьников, оказываются нетерпимыми к личному мнению учащихся. Такие учителя, унижая учащихся, стремятся возвыситься над ними, проявив свою силу и власть (в данной ситуации проигрываются роли тирана и жертвы). Однако у учащихся они вызывают в основном негативные чувства страха, раздражения, неприязни, обиды и мести, интерес к учению резко падает, пропадает желание ходить в школу с вытекающими отсюда последствиями.
Понимание истинных причин конфликта открывает путь к их разрешению. Именно поэтому поиск и обнаружение действительных причин конфликтов школы является одной из важнейших задач педагогической конфликтологии.
С. Ю. Темина приводит следующие объективные и субъективные причины возникновения педагогических конфликтов.
1. Объективные причины педагогических конфликтов:
- Недостаточная степень удовлетворения базисных потребностей ребёнка.
- Противопоставление функционально-ролевых позиций учителя и ученика (задача первого — учить, задача второго — учиться; учитель априорно считается превосходящим ученика умом, знаниями, опытом и наделяется властью над ним).
- Существенное ограничение степеней свободы (требования жёсткой дисциплины, подчинения, отсутствие возможности выбора учителя, предмета, класса, обязательное посещение уроков и т. д.).
- Различия в представлениях, ценностях, жизненном опыте, принадлежность к разным поколениям (проблема «отцов и детей»).
- Зависимость ученика от учителя.
- Необходимость оценивания учащихся учителем.
- Игнорирование личных проблем учащихся в формализованных образовательных системах.
- Множественность ролей, которые вынужден играть школьник в силу предъявляемых к нему разных, порой противоположных требований в учебном учреждении, родителями, товарищами, какими-либо другими значимыми людьми.
- Различие между учебным материалом и явлениями, объектами реальной жизни.
- Социальная нестабильность и др.

2. К субъективным причинам относятся:
- Психологическая несовместимость учителя и ученика.
- Наличие у учителя или ученика определённых черт характера, определяющих так называемую «конфликтную личность» (агрессивность, раздражительность, нетактичность, ехидность, самоуверенность, грубость, жёсткость, придирчивость, скептицизм и т. д.).
- Отсутствие коммуникативной культуры у учителя или ученика.
- Необходимость изучения данного предмета всеми учащимися и отсутствие интереса к нему у конкретного ученика.
- Несоответствие интеллектуальных, физических возможностей данного ученика и предъявляемых к нему требований.
- Недостаточная компетентность учителя (отсутствие опыта, глубоких знаний по предмету, готовности к разрешению конфликтов, низкий уровень развития определённых профессиональных способностей).
- Наличие у учителя или ученика серьёзных личных проблем, сильного нервного напряжения, стресса.
- Чрезмерная загруженность учителя или ученика.
- Вынужденная бездеятельность ученика.
- Отсутствие самостоятельности, творческого начала в учебном процессе.
- Несоответствие самооценки ученика и оценки, данной ему учителем, и др.

А. Меняев в статье «Конфликты в обучении и воспитании» выделяет три объективные причины конфликтности взрослых:
1. взаимодействие консерватизма взрослых и новых культурных ценностей детей;
2. недостаточный культурный уровень взрослых (грубость, бестактность и тому подобное), его несоответствие уровню культуры народа;
3. изменения в психике педагогов или родителей, возникающие в процессе накопления опыта систематического управления поведением ребёнка; эти изменения можно образно назвать «развращением властью» — привычка постоянно запрещать, приказывать, поправлять, понуждать, упрекать, выговаривать, словом, «воспитывать» в строгости, покорности и дисциплине.

## Виды педагогических конфликтов
Исходя из современных представлений об образовании как о важнейшем социальном институте, интегральном, многоаспектном социальном явлении можно выделить три группы конфликтов, возникающих в разных планах образования:
1. Системные конфликты (конфликты, в основе которых лежат противоречия, возникающие в процессе функционирования образования как системы; могут носить экономический, организационный, политический, этнический, духовный характер);
2. Процессуальные конфликты (педагогические конфликты, в основе которых противоречия, возникающие в образовательном процессе);
3. Результативные конфликты (возникают на основе противоречий реального и идеального результатов конфликта).

## Педагогическая конфликтология
Педагогическая конфликтология — это специфическая область конфликтологии, целью которой является изучение закономерностей возникновения, развития и завершения конфликтов в образовании, а также разработка и практическое применение принципов, способов и приёмов их конструктивного регулирования.
Предмет педагогической конфликтологии — факты, механизмы и закономерности возникновения, развития и завершения конфликтов в образовании.
Объект педагогической конфликтологии — системные, процессуальные и результативные конфликты в образовании.

## Карта конфликта
Для более успешного разрешения конфликта желательно составить карту конфликта, разработанную Х.Корнелиусом и Ш.Фэйром. Суть её в следующем:
- определить проблему конфликта в общих чертах. Например, при конфликте из-за объёма выполняемых работ составить диаграмму распределения нагрузки;
- выяснить, кто вовлечён в конфликт (отдельные сотрудники, группы, отделы или организации);
- определить подлинные потребности и опасения каждого из главных участников конфликта.

Составление такой карты позволит:
1. ограничить дискуссию определёнными формальными рамками, что в значительной степени поможет избежать чрезмерного проявления эмоций, так как во время составления карты люди могут сдерживать себя;
2. создать возможность совместного обсуждения проблемы, возможность высказать свои требования и желания;
3. уяснить как собственную точку зрения, так и точку зрения других;
4. создать атмосферу эмпатии, то есть возможности увидеть проблему глазами других людей и признать мнения людей, считавших ранее, что они не были поняты;
5. поискать новые пути разрешения конфликта.

Прежде чем переходить к разрешению конфликта, желательно ответить на следующие вопросы:
- искренне ли вы хотите благоприятного исхода;
- как бы вы себя чувствовали на месте конфликтующих сторон;
- нужен ли посредник для разрешения конфликта;
- что нужно сделать, чтобы лучше владеть своими эмоциями;
- в какой атмосфере (ситуации) люди могли бы лучше открыться, найти общий язык и выработать собственные решения.